# Castell de la Règola
Castell de la Règola és un castell d'Àger (Noguera) declarat Bé Cultural d'Interès Nacional, del qual no es conserven restes.

## Història
Arnau Mir de Tost i la seva muller Arsenda donaren la vila de la Règola a Sant Pere d'Àger l'any 1049 i el castell l'any 1067.
Aquest castell i la vila de la Régola eren depenent de la canònica de Sant Pere d'Àger, els quals van mantenir la jurisdicció senyorial fins al segle xix.